# Indywidualne Mistrzostwa Szwecji na Żużlu 1994
Indywidualne Mistrzostwa Szwecji na Żużlu 1994 – cykl turniejów żużlowych, mających wyłonić najlepszych żużlowców szwedzkich. Tytuł wywalczył Per Jonsson (Getingarna Sztokholm).

## Finał
- Västervik, 3 września 1994

| Msc. | Zawodnik           | Klub                 | Pkt   |  |  |
| ---- | ------------------ | -------------------- | ----- |  |  |
| 1    | Tony Rickardsson   | Valsarna Hagfors     | 15    |  |  |
| 2    | Henrik Gustafsson  | Indianerna Kumla     | 12    |  |  |
| 3    | Jimmy Nilsen       | Getingarna Sztokholm | 10 +3 |  |  |
| 4    | Anders Kling       | Dackarna Målilla     | 10 +2 |  |  |
| 5    | Jörgen Hultgren    | Västervik Speedway   | 9     |  |  |
| 6    | Conny Ivarsson     | Vetlanda             | 9     |  |  |
| 7    | Daniel Andersson   | Getingarna Sztokholm | 9     |  |  |
| 8    | Tony Olsson        | Smederna Eskilstuna  | 8     |  |  |
| 9    | Jörgen Johansson   | Västervik Speedway   | 6     |  |  |
| 10   | Claes Ivarsson     | Vetlanda             | 6     |  |  |
| 11   | Stefan Andersson   | Indianerna Kumla     | 5     |  |  |
| 12   | Niklas Karlsson    | Örnarna Mariestad    | 5     |  |  |
| 13   | Mikael Karlsson    | Örnarna Mariestad    | 5     |  |  |
| 14   | Peter Nahlin       | Smederna Eskilstuna  | 4     |  |  |
| 15   | Peter Karlsson     | Örnarna Mariestad    | 4     |  |  |
| 16   | Magnus Zetterström | Smederna Eskilstuna  | 3     |  |  |